# L'Aigle des Highlands
L'Aigle des Highlands est le trentième-et-unième album et la trente-septième histoire de la série Yoko Tsuno de Roger Leloup.
Prépubliée dans le magazine Spirou à partir du 13 mars 2024 (n°4483) jusqu'au 17 avril 2024 (n°4488), l'histoire est publiée en album le 17 mai 2024. L'album est tiré à 80 000 exemplaires et atteint la seconde place des ventes lors de la semaine de sortie en mai 2024. 

## Résumé
Dans les vestiges de l'abbaye calcinée de Loch Castle en Écosse, des moines fouillent les ruines à la recherche de traces « d'une diablesse et de son animal satanique ». Cet animal était un aigle qui a été massacré par les moines au XIIIe siècle. Yoko contacte Zarkâ (voir La Servante de Lucifer), qui lui explique que cet aigle était en fait une créature synthétique d'origine vinéenne. Zhyttâ arrive avec une navette, à l'insu de Zarkâ, avec un vaisseau pour amener Yoko à la déesse Brigit (voir Le Temple des immortels) qui la demande, mais Yoko veut d'abord se rendre au XIIIe siècle avec Monya (voir La Spirale du temps) et son translateur.  
L'abbaye vient d'être détruite par un incendie causé par les alchimistes de Lucifer. Dans les ruines de l'abbaye, Monya et Yoko rencontrent un jeune moine novice de 13 ans, Sébastien. Il les amène auprès de l'abbé, blessé à la suite de l'incendie. Yoko prétend être envoyée par le légat du pape. Elles récupèrent l'aigle synthétique, et repartent au XXIe siècle avec lui et avec le jeune Sébastien. 
Revenue dans notre présent, Yoko constate que Khâny est également là avec une navette. Yoko part sous terre chez les Celtes avec Khâny et l'aigle. Les moines robots prennent l'aigle pour le régénérer. La déesse Birgit lie l'aigle à l'esprit de Yoko pour qu'il lui obéisse. Syrby (voir Le Secret de Khâny) emmène Yoko dans un labyrinthe où se trouve une intelligence hybride, mi-artificielle, mi-biologique qui a notamment créé Zarkâ. Cette intelligence attaque Yoko avec un gaz toxique, elle doit fuir en catastrophe. Yoko retourne à la surface, avec l'aigle.

## Personnages
Yoko Tsuno, Monya, Emilia McKinley, Vic, Pol, Khâny...

## Éditions
Le titre est disponible en édition cartonnée standard (218 × 300 mm) de 48 pages et une édition grand format (257 × 367 mm) de 80 pages avec des compléments.